# Robert Aytoun
Sir Robert Aytoun (eller Ayton) (1570-1638) var en skotsk digter.
Ved James I's tronbestigelse i England rettede Aytoun et lovprisningsdigt til kongen, hvilket skaffede ham ansættelse i en hofstilling.
Hans digte er ikke mange og ikke betydelige. Af hans latinske poesier er nogle optagne i samlingen Deliciae Poetarum Scotorum.